# Dalongzhan (köpinghuvudort i Kina, Hunan Sheng, lat 29,20, long 111,75)
Dalongzhan är en köpinghuvudort i Kina. Den ligger i provinsen Hunan, i den södra delen av landet, omkring 160 kilometer nordväst om provinshuvudstaden Changsha. Antalet invånare är 10 427. Befolkningen består av 5 083 kvinnor och 5 344 män. Barn under 15 år utgör 9,0 %, vuxna 15-64 år 76 %, och äldre över 65 år 13,0 %.
Runt Dalongzhan är det tätbefolkat, med 511 invånare per kvadratkilometer. Närmaste större samhälle är Changde, 19,0 km söder om Dalongzhan. Trakten runt Dalongzhan består till största delen av jordbruksmark.
Genomsnittlig årsnederbörd är 1 706 millimeter. Den regnigaste månaden är maj, med i genomsnitt 303 mm nederbörd, och den torraste är december, med 32 mm nederbörd.